# トマス・ニュージェント (第6代ウェストミーズ伯爵)
第6代ウェストミーズ伯爵トマス・ニュージェント（英語: Thomas Nugent, 6th Earl of Westmeath KP PC (Ire)、1714年4月18日洗礼 – 1792年9月7日）は、アイルランド王国の貴族、政治家。1752年から1754年までデルヴィン卿の儀礼称号を使用した。フリーメイソンの一員としてアイルランド・グランドロッジのグランドマスターを務めた。

## 生涯
第5代ウェストミーズ伯爵ジョン・ニュージェントとマルゲリーテ・モルツァ（Marguerite Molza、1776年1月18日没、カルロ・モルツァ伯爵の娘）の息子として生まれ、1714年4月18日に洗礼を受けた。
青年期にフランス陸軍に従軍した。
1754年7月3日に父が死去すると、ウェストミーズ伯爵位を継承、さらにアイルランド国教会を遵奉して、1755年10月7日にアイルランド貴族院議員に就任した。1765年から1788年までウェストミーズ首席治安判事を務めた。
1763年から1767年までフリーメイソンの一員としてアイルランド・グランドロッジのグランドマスターを務めた。
1774年11月22日、アイルランド枢密院の枢密顧問官に任命された。
1783年2月までウェストミーズ県総督を務めた。
1783年2月5日に聖パトリック騎士団が創設されると、同年3月11日に定員15名のうちの1人に選出された。1787年、800ポンドの年金を与えられた。
1792年9月7日にダブリンで死去、息子ジョージ・フレデリックが爵位を継承した。

## 家族
1741年頃、メアリー・ステイプルトン（Mary Stapleton、1750年没、ウォルター・デュランド・ステイプルトンの娘）と結婚、1男をもうけた。
- リチャード（英語版）（1742年 – 1761年） - アイルランド庶民院議員、決闘により死去

1756年8月7日、キャサリン・ホワイト（Catherine White、1772年8月7日没、ヘンリー・ホワイトの娘）と再婚、2男1女をもうけた。
- トマス（1758年頃） - 早世
- ジョージ・フレデリック（英語版）（1760年 – 1814年） - 第7代ウェストミーズ伯爵
- キャサリン（1794年2月26日没） - 1784年7月4日、ジョン・ロドニー閣下（Hon. John Rodney、1765年5月10日 – 1847年4月9日、初代ロドニー男爵ジョージ・ロドニーの息子）と結婚、子供あり